# Есон (река)
Есон (фр. Essonne) је река у Француској. Дуга је 97 km. Улива се у Сену. 